# 열차설비관제사
열차설비관제사는 종합사령실에서 철도 또는 지하철의 각종 설비에 대하여 종합적으로 감시·제어하는 직업이다.

## 개요
철도 또는 지하철 역사 및 본선의 공조 및 환기설비, 위생설비, 승강설비, 소방설비 등 기계설비의 이상유무를 종합사령실에서 감시한다. 이상경보 발생 시 유선 및 무선을 이용하여 이상 및 사고상황을 통보하고 조치사항을 지시한다. 모니터를 통해 역의 자동환경에 맞게 설비가 운용되고 있는지 확인하고, 설비 운용을 변경해야 할 경우 설비 관련프로그램을 조작하여 제어한다. 기계설비의 가동이력에 대한 보고서를 작성하고 관리한다. 현장에서 설비의 유지보수 시 자료를 요청하는 경우 데이터를 가공하여 제공한다.

## 정보
- 산업분류: 철도 운송업 / 육상 여객 운송업
- 정규교육 : 12년 초과 ~ 14년 이하(전문대졸 정도)
- 숙련기간 : 2년 초과~4년 이하
- 직무기능 : 자료(조정) / 사람(말하기·신호) / 시물(단순작업)
- 직업강도 : 아주 가벼운 직업
- 작업장소 : 실내
- 유사명칭 : 열차설비사령원
- 자격/면허 : 전자산업기사, 정보통신산업기사, 기계정비산업기사
- KECO코드 : 0225